# Municipio Falcón (Falcón)
Falcón es uno de los 25 municipios que integran el Estado Falcón, Venezuela dentro de él está el cabo San Román, punto más septentrional del territorio continental de Venezuela. Se encuentra ubicado al noreste de la Península de Paraguaná, ocupa un área de 1577 km² y tiene una población de 54 236 habitantes (censo 2013). Su capital es Pueblo Nuevo.

## División política
Por resolución de la Asamblea Legislativa del estado Falcón, el 12 de diciembre de 1969 se creó el Distrito Carirubana, a partir de un desmembramiento del entonces Distrito Falcón.
Posteriormente, en el año 1981, se concretó la segregación del municipio Los Taques, lo cual redujo aún más el territorio original del Distrito Falcón. Como consecuencia de estas divisiones, la localidad de Pueblo Nuevo dejó de ser la capital de la Península de Paraguaná, pasando a convertirse en la capital del residual Distrito Falcón.
Con la entrada en vigencia de la Ley Orgánica de Régimen Municipal, promulgada el 31 de diciembre de 1989, se reformó la organización político-territorial del país, y a partir del 2 de enero de 1990, el Distrito Falcón pasó a denominarse oficialmente Municipio Autónomo Falcón. Esta legislación transformó los antiguos distritos en municipios autónomos y organizó los municipios en parroquias foráneas y urbanas según su configuración territorial.
El municipio Falcón está conformado por su núcleo capital, la parroquia Pueblo Nuevo, cuya capital es el pueblo homónimo, así como por varias parroquias rurales que integran su ámbito jurisdiccional.

### Parroquias civiles

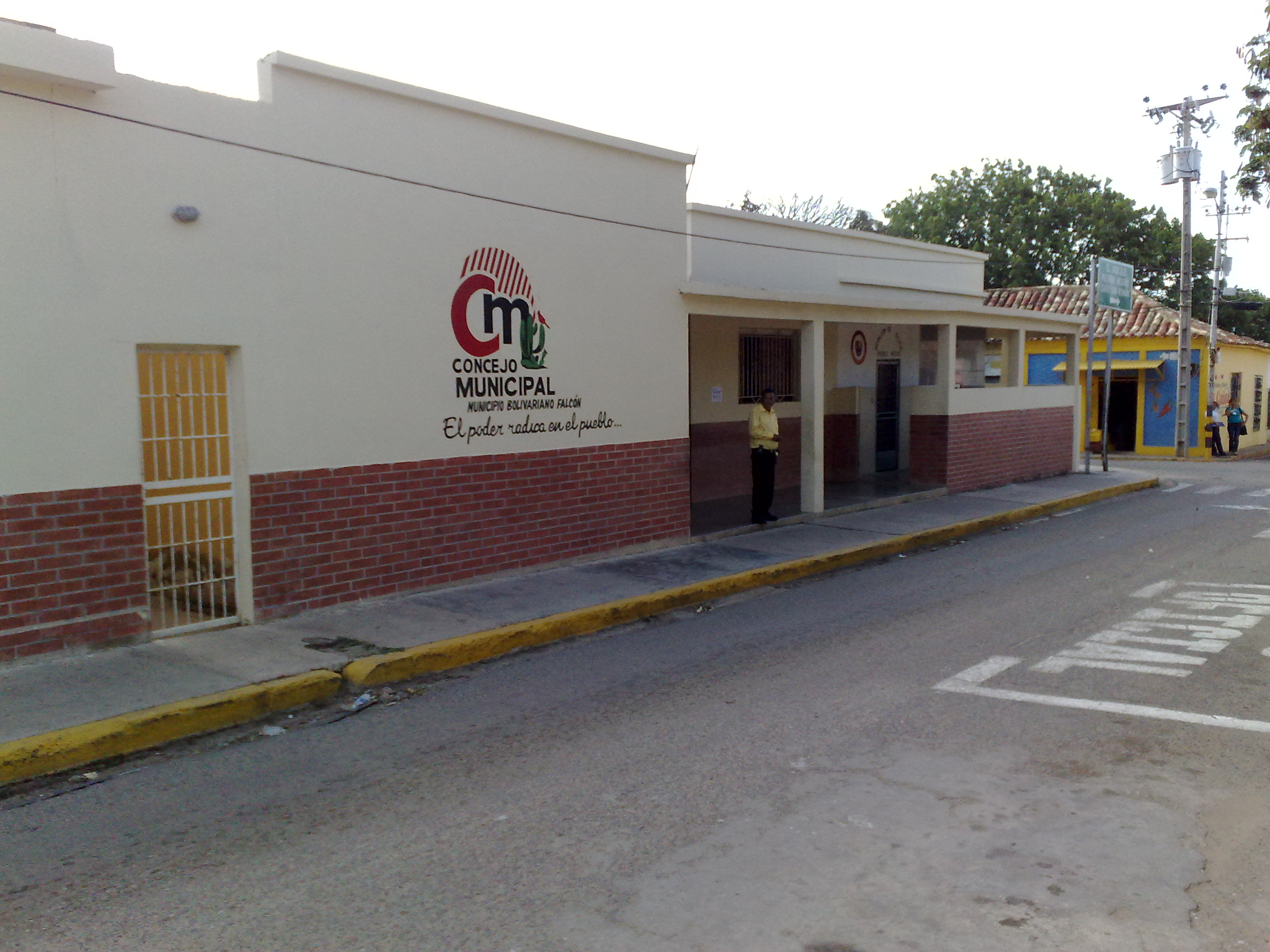
Concejo Municipal del municipio Falcón en Pueblo Nuevo.

- Adaure
- Adícora
- Baraived
- Buena Vista
- Jadacaquiva
- El Vínculo
- El Hato
- Moruy
- Pueblo Nuevo

### Límites

#### Norte y Este
Golfo de Venezuela y el mar Caribe, partiendo del Sur de Boca de Jacuque. N: 1.322.000 m, E: 352.800 hasta Punta Grande; N: 1.276.000, E: 425.400, límites del Municipio Miranda.

#### Sur
Desde Punta Grande con dirección suroeste y en línea recta hasta Punta de Médano Blanco en el Istmo de los Médanos, desde este sitio por toda la ribera del Golfete de Coro, hasta Patrón Pedro. N: 1.293.100 m, E: 412.250 m, continua hasta el punto de Casa de Mariano Brett, N: 1.299.140 m, 378.079 m.

#### Oeste
Desde el último punto descrito en el lindero Sur, continua en línea recta y dirección norte hasta el poste de Urupagual, N: 1.307.500 m. E: 378.000; para continuar en línea recta y dirección noroeste hasta San Calor; N: 1.309.200 m. E: 373.650 m. Siguiendo en línea recta y dirección noroeste hasta las Tres Marías; N: 1.317.200 m, E: 367.200 m, pasando por Cubiano, Oropopo y El Hoyito, en línea recta y en la misma dirección, llega al sur de la Boca de Jacuque, punto de origen, pasando por San Gregorio y Hato abajo.

## Clima
El municipio cuenta con un clima árido pero a la vez goza de una espectacular brisa. Sus temperaturas están entre los 32 °C a 36 °C en casi todo el año.

## Sitios turísticos

### Reserva biológica de Montecano
La Reserva biológica Montecano ubicada en San José de Cocodite, Península de Paraguaná, en el estado Falcón, Venezuela, es un área con 1600 hectáreas de extensión. en la que se preservan especies animales y vegetales características de Paraguaná. El nombre de la reserva se debe a una planta existente en el sitio conocida como Barba de palo, la misma es propia de lugares húmedos siendo abundante su crecimiento en la reserva. En 2009 se inauguró dentro de la reserva la Escuela de Formación Ambiental y Ecoturística “Esteban Cuauro”.

## Pueblos y Playas
- Adícora
- Baraived
- Buchuaco
- El Hato
- El Supí
- El Vínculo
- Jadacaquiva
- La Bocaína
- Miraca
- Puerto Escondido (Paraguaná)
- Tiraya

## Política y gobierno

### Alcaldes
| Período     | Alcalde         | Partido político / Alianza | % de votos | Notas |
| ----------- | --------------- | -------------------------- | ---------- | --- |
| 1989 - 1992 | Lesme Pérez     | COPEI                      | 52,72      | Primer alcalde bajo elecciones directas |
| 1992 - 1995 | Lesme Pérez     | COPEI                      | 51,23      | Reelecto |
| 1995 - 2000 | Napoleón Diaz   | AD                         | -          | Segundo alcalde bajo elecciones directas (se realizaron elecciones generales adelantadas en el 2000 debido a la aprobación de la Constitución de 1999) |
| 2000 - 2004 | Harold Dávila   | COPEI                      | 48,44      | Tercer alcalde bajo elecciones directas |
| 2004 - 2008 | Américo Parra   | MVR                        | 53,62      | Cuarto alcalde bajo elecciones directas |
| 2008 - 2013 | Américo Parra   | PSUV                       | 58,80      | Reelecto (se postergan 1 año las elecciones municipales pautadas para finales del 2012)                                                                |
| 2013 - 2017 | Freddys Romero  | PSUV                       | 49,66      | Quinto alcalde bajo elecciones directas |
| 2017 - 2021 | Vileivys Garcia | PSUV                       | 80,90      | Sexto alcalde bajo elecciones directas |
| 2021 - 2025 | Harold Dávila   | COPEI / MUD                | 46,74      | Séptimo alcalde bajo elecciones directas |

### Concejo municipal

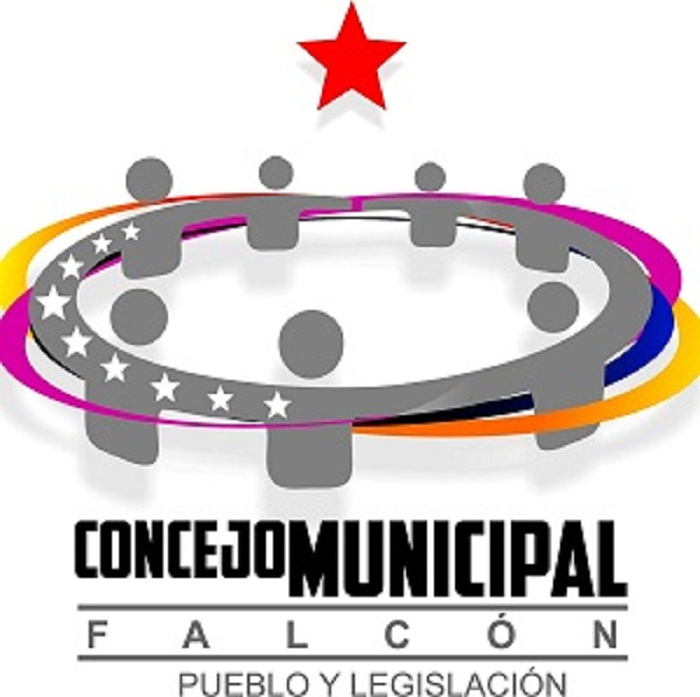
Logo del Concejo Municipal de Falcón 2018-2021.

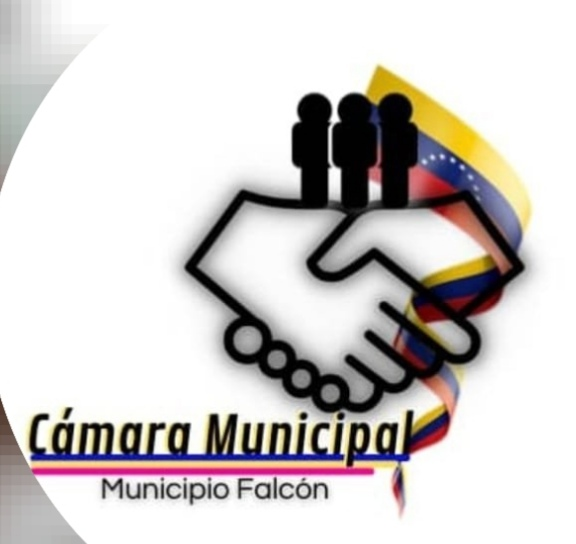
Logo del Concejo Municipal de Falcón 2021-2025.

Período 1989 - 1992
| Concejales:           | Partido político / Alianza |
| --------------------- | -------------------------- |
| Guillermo Arias Gómez | COPEI                      |
| Adelis José Martínez  | COPEI                      |
| Pedro Antonio Peña    | COPEI                      |
| Cosme Vinicio Huerta  | COPEI                      |
| Luis Chica Hidalgo    | AD                         |
| Maria Gotopo          | AD                         |
| Edny Camacho          | AD                         |

Período 1992 - 1995
| Concejales:        | Partido político / Alianza |
| ------------------ | -------------------------- |
| Guillermo Arias    | COPEI                      |
| Jorge Hernández    | COPEI                      |
| Juan Carlos Acacio | COPEI                      |
| Pedro Peña         | COPEI                      |
| Napoleón Díaz      | AD                         |
| Henry Flores       | AD                         |
| Ana de Lorigñan    | AD                         |

Período 1995 - 2000
| Concejales:       | Partido político / Alianza |
| ----------------- | -------------------------- |
| Geronimo Castró   | AD                         |
| Felix Marín       | AD                         |
| Narquis Ramírez   | AD                         |
| Harold Davila     | COPEI                      |
| Moraima Romero    | COPEI                      |
| Orlando Bret      | COPEI                      |
| Elvigio Rodríguez | MAS                        |

Período 2013 - 2018
| Concejales       | Partido político / Alianza |
| ---------------- | -------------------------- |
| Vileivys García  | PSUV                       |
| Marcos González  | PSUV                       |
| Pedro Fernández  | PSUV                       |
| Elis Aular       | PSUV                       |
| Ovelio Otacho    | PSUV                       |
| Rafael Calatatud | PSUV                       |
| Modesto Yagua    | MUD                        |

Período 2018 - 2021
| Concejales          | Partido político / Alianza |
| ------------------- | -------------------------- |
| Indira Salas        | PSUV                       |
| Jennifer Bencomo    | PSUV                       |
| Edeny Rodríguez     | PSUV                       |
| Andres Valles       | PSUV                       |
| Jennifer Peña       | PSUV                       |
| Marcos González     | PSUV                       |
| Hilaria Carrasquero | PSUV                       |

Período 2021 - 2025
| Concejales      | Partido político / Alianza |
| --------------- | -------------------------- |
| Mariana Primera | PSUV                       |
| Óscar García    | PSUV                       |
| Wilmen Valles   | PSUV                       |
| Jennys Atacho   | Ind.                       |
| José Alvarado   | Ind.                       |
| Jesús Pimentel  | MUD                        |
| Rebeca Díaz     | MUD                        |